# Colette Maze
Colette Maze (Parigi, 16 giugno 1914 – Parigi, 19 novembre 2023) è stata una pianista francese.

## Biografia
Nata a Parigi in una famiglia dell'alta borghesia, si avvicinò al pianoforte all'età di cinque anni. Soltanto dieci anni più tardi, quindicenne, entrò all'École normale de musique de Paris, dove seguì i corsi dei celebri Alfred Cortot e Nadia Boulanger.
Nel 1939 divenne insegnante di pianoforte, professione che eserciterà per tutta la vita. Durante la Seconda Guerra Mondiale, interromperà l'insegnamento per divenire infermiera e curare i soldati feriti al fronte.
Destò l'attenzione dei media quando, a 103 anni, avendo conservato una mente lucida e una perfetta forma fisica, pubblicò il suo quarto album musicale dedicato a Claude Debussy: oltre a rendere omaggio a questo artista, il suo preferito, al suo interno propose interpretazioni di Federico Mompou, Astor Piazzolla e Alberto Ginastera.
A 104, 105 e 106 anni, pubblicò nuovamente tre album con omaggi ai pianisti romantici più celebri.
È morta nel 2023 a 109 anni: era rimasta l'ultima depositaria del "metodo Cortot".

## Vita privata
Fu madre del regista Fabrice Maze.